# Hu Yitian
Hu Yitian (chino: 胡一天, Pinyin: Hú Yītiān) es un actor, modelo y cantante chino.

## Carrera
Es miembro de la agencia "Zhejiang Huace Film & TV".
En junio del 2017 realizó su debut en la televisión cuando se unió al elenco recurrente de la serie Rush to the Dead Summer donde interpretó al estudiante Ou Jun, uno de los estudiantes del grupo 1-03 de la escuela secundaria Qian Chuan y compañero de Luo Xun.
Comenzó a darse a conocer el 9 de noviembre del mismo año cuando se unió al elenco principal de la serie A Love So Beautiful (致我们单纯的小美好) donde dio vida a Jiang Chen, un estudiante de élite conocido por su aspecto e inteligencia que más tarde se convierte en un cirujano cardíaco, hasta el final de la serie el 7 de diciembre del mismo año. La serie se basa en la novela Our Pure Little Beauty de Zhao Gangan.
El 23 de diciembre del mismo año apareció por primera vez como invitado en el programa de concursos Happy Camp junto a Wu Junru, Shen Teng, Zhou Yiwei, Du Jiang, Papi Jiang y Liu Wei. Más tarde el 20 de enero del 2018 apareció junto a Wei Xun, YOUNG-G, Mao Buyi, Zhao Tianyu, Zhong Chuxi y Mao Yanqi. El 31 de marzo del mismo año volvió a aparecer durante el episodio "Siege in Fog" con Han Dongjun, Xiong Ziqi, Liu Wei, Ji Lingchen y Sun Yi. Su última aparición la realizó el 30 de junio del mismo año durante el episodio "Take My Brother Away" junto a Peng Yuchang, Zhai Tianlin, Zhu Zhen, Guo Jingfei y Zhang Liang.
El 9 de julio 2019 se unió al elenco de la serie Go Go Squid! donde dio vida a Wu Bai, un genio del cálculo y el líder del equipo "K&K" y el primo de Han Shangyan (Li Xian), hasta el final de la serie el 31 de julio del mismo año.
El 16 de enero del 2020 se unió al elenco principal de la serie Handsome Siblings donde dio vida a Hua Wuque, hasta el final de la serie el 7 de febrero del mismo año.
El 24 de marzo del mismo año se unió al elenco principal de la serie My Roommate is a Detective donde interpretó a Lu Yao, hasta el final de la serie el 23 de abril del mismo año.
El 20 de enero del 2021 se unió al elenco principal de la serie Unrequited Love donde dio vida a Sheng Huainan, hasta el final de la serie el 19 de febrero del mismo año.
El 4 de febrero del mismo año se unió al elenco principal del spin-off de la serie Go Go Squid! titulado Dt.Appledog's Time donde volvió a interpretar a Wu Bai, hasta el final de la serie el 26 de febrero del mismo año.

## Filmografía

### Series de televisión
| Año  | Título                     | Personaje     | Notas        |
| ---- | -------------------------- | ------------- | ------------ |
| 2022 | Hello, The Sharpshooter    | Shen Qingyuan | 40 episodios |
| 2022 | A Storm of Wind and Cloud  | Zhang Qi      |              |
| 2021 | See You Again              | Xiang Qinyu   | [ 14 ]       |
| 2021 | Youth Should Be Early      | Zheng Qian    |              |
| 2021 | Dt.Appledog's Time         | Wu Bai        | 38 episodios |
| 2021 | Unrequited Love            | Sheng Huainan | 38 episodios |
| 2020 | You Completet Me           | Gao Shan      | 40 episodios |
| 2020 | My Roommate is a Detective | Lu Yao        | 36 episodios |
| 2020 | Handsome Siblings          | Hua Wuque     | 44 episodios |
| 2019 | Go Go Squid!               | Wu Bai        | 41 episodios |
| 2017 | A Love So Beautiful        | Jiang Chen    | 23 episodios |
| 2017 | Rush to the Dead Summer    | Ou Jun        |              |

### Programa de televisión
| Año              | Programa                                | Notas                                                 |
| ---------------- | --------------------------------------- | ----------------------------------------------------- |
| 2019             | Day Day Up                              | invitado                                              |
| 2017, 2018, 2019 | Happy Camp                              | 7 episodios - (ep. 1022, 1026, 1033, 1036) - invitado |
| 2019             | Magical Chinese Character (神奇的汉子)  | miembro                                               |
| 2018             | Shake It Up (Let's Shake It)            | participante                                          |
| 2018             | Produce 101 China                       | (ep. 8 - "Tears Of A Ferris Wheel") - invitado        |
| 2018             | Twenty-Four Hours S3 (二十四小时第三季) | miembro                                               |

### Revistas / sesiones fotográficas
| Año  | Título                         | Notas                    |
| ---- | ------------------------------ | ------------------------ |
| 2021 | Harper’s Bazaar China          | junto a Li Yitong        |
| 2020 | YOHO! Magazine                 | (publicación de febrero) |
| 2019 | OK! China                      | (publicación #191)       |
| 2019 | L'Officiel Hommes China        |                          |
| 2019 | ELLE x Chanel - "Love Present" |                          |

### Anuncios / Endorsos
| Año    | Marca                                | Notas    |
| ------ | ------------------------------------ | -------- |
| 2020 - | Meifubao’s Sunblock & Masks Products | Portavoz |
| 2019 - | EltaMD                               | Portavoz |

### Eventos
| Año  | Actividad                                  | Notas       |
| ---- | ------------------------------------------ | ----------- |
| 2019 | 2020 iQiYi Scream Night                    |             |
| 2019 | Cosmopolitan China - 2019 Cosmo Glam Night |             |
| 2019 | 2019 L’Officiel Fashion Night              |             |
| 2019 | Gucci Beloved Event - ELLE China           |             |
| 2019 | Elta MD Event                              | en Shanghái |
| 2019 | Guerlain Store Event                       | en Shenyang |

## Discografía

### Singles
| Año  | Canción                 | Álbum                        | Notas |
| ---- | ----------------------- | ---------------------------- | ----- |
| 2017 | "It's a Dream" (是梦吧) | OST de "A Love So Beautiful" |       |

### Otras canciones
| Año  | Título | Álbum                                                  | Notas                                                                                            |
| ---- | ------ | ------------------------------------------------------ | ------------------------------------------------------------------------------------------------ |
| 2020 | 战疫   | Lanzado por China Federation of Literary & Art Circles | (Canción y mensajes para apoyar a quienes luchan contra el coronavirus) - junto a otros artistas |

## Premios y nominaciones
| Año  | Categoría                        | Premio                   | Serie               | Resultado |
| ---- | -------------------------------- | ------------------------ | ------------------- | --------- |
| 2018 | Best Newcomer                    | 24th Huading Award       | A Love So Beautiful | Nominado  |
| 2017 | Most Promising Actor             | Tencent Video Star Award | A Love So Beautiful | Ganó      |
| 2017 | New Generation Young Actor Award | 9th China TV Drama Award | A Love So Beautiful | Ganó      |
| 2017 | Beautiful Idol of the Year       | Cosmo Beauty Ceremony    | -                   | Ganó      |